# Uniwersytet w Coimbrze

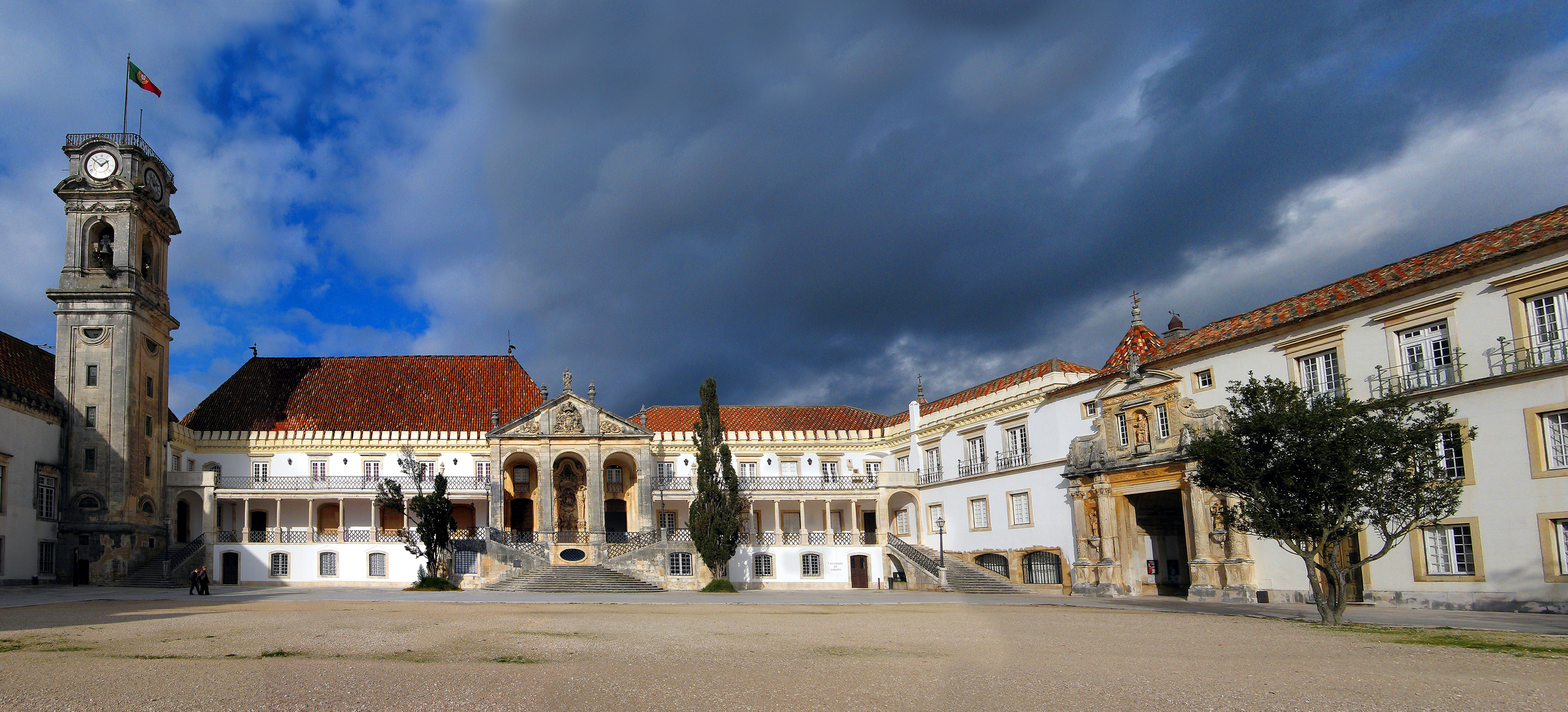
Zdjęcie głównego gmachu

Uniwersytet w Coimbrze (port. Universidade de Coimbra, wym. /univɨɾsi'ðad(ɨ) dɨ ku'ĩβɾɐ/) – najstarsza i najważniejsza uczelnia wyższa w Portugalii, a także jedyna tego typu placówka w tym kraju do początku XX wieku, założona w 1290 jako studium generale przez Dionizego I Rolnika.

## Historia
Uczelnia początkowo mieściła się w Lizbonie, jednak w wyniku konfliktu pomiędzy mieszkańcami miasta a środowiskiem akademickim uczelnię przeniesiono w obecne miejsce w 1308.
Od 1876 przy uczelni działa klub piłkarski Académica Coimbra.
Członek założyciel Grupy Coimbra, której inauguracyjne spotkanie odbyło się w 1985 w tym portugalskim mieście.
Uniwersytet skupia 8 wydziałów: prawa, medycyny, nauk humanistycznych, nauk ścisłych, farmacji, ekonomii, psychologii i pedagogiki oraz wychowania fizycznego.
W 2013 uniwersytet został wpisany na listę światowego dziedzictwa UNESCO.